# Chapelle Notre-Dame-des-Vertus (La Flèche)
Pour l’article homonyme, voir Chapelle Notre-Dame-des-Vertus (Berric).
La chapelle Notre-Dame des Vertus est un édifice religieux catholique sis dans la ville de La Flèche, dans la Sarthe. Elle fut édifiée à l'époque gallo-romaine (construite au carrefour des voies romaines allant du Mans à Angers, et de Tours à Laval), puis reconstruite aux XIe et XIIe siècles sous le patronage de saint Ouen. Elle fut restaurée au XVIIe siècle par les Jésuites du Collège de La Flèche, et dédiée à Notre-Dame-des-Vertus.
Elle fait l’objet d’une inscription au titre des monuments historiques depuis le 18 janvier 1934.

## Localisation
La chapelle Notre-Dame-des-Vertus est située au nord-ouest de la ville de La Flèche, à proximité du cimetière Saint-Thomas et de l'avenue Rhin-et-Danube.

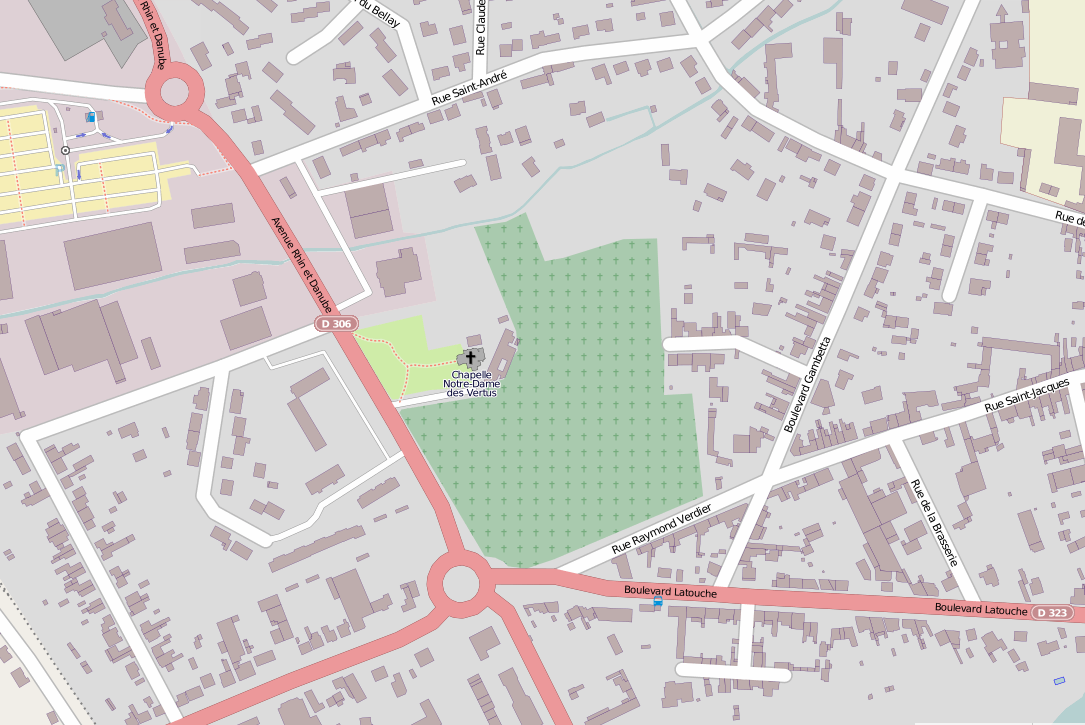
Carte des environs de la chapelle Notre-Dame-des-Vertus.

## Histoire

### Premier sanctuaire fléchois
La présence d'un lieu de culte sur le site de la chapelle Notre-Dame-des-Vertus est attestée dès la fin de l'Antiquité, aux premières traces d'occupation de La Flèche. À cette époque, une villa gallo-romaine donne peu à peu naissance à un village, à l'emplacement de l'actuel quartier Saint-Jacques,. Le sanctuaire qui se développe est rapidement dédié à saint Ouen et constitue, de fait, la première paroisse de la ville.
Dans la seconde moitié du XIe siècle, Jean de Beaugency, premier seigneur de La Flèche, établit une forteresse sur le Loir, à l'emplacement de l'actuel château des Carmes, ce qui entraîne progressivement le déplacement de la population et de son activité vers ce nouveau centre. Son fils Élie de la Flèche, comte du Maine, contribue au développement de la ville, notamment par la fondation de l'église et du prieuré Saint-Thomas en 1109. Pour autant, malgré sa position excentrée, l'église Saint-Ouen n'est pas abandonnée : en 1087, Jean de Beaugency en fait don aux moines de l'abbaye Saint-Aubin d'Angers. L'édifice est entièrement reconstruit au tournant des XIe et XIIe siècles : le portail roman à voussures date de cette époque.
Remaniée au XIVe siècle, l'église change de vocable : désormais dédiée à saint Barthélemy, elle est placée sous la dépendance du prieuré de Saint-Thomas et perd son statue d'église paroissiale.

### Époque moderne, Révolution etXIXesiècle
Au milieu du XVIIe siècle, la chapelle tombe en ruine. Les Jésuites du collège royal de La Flèche obtiennent de la paroisse Saint-Thomas l'autorisation de la restaurer pour en faire un lieu de pèlerinage pour leurs élèves. Soutenus financièrement par le roi Louis XIII, ils entreprennent une grande campagne de travaux entre 1644 et 1674. Les murs de la nef, à l'exception de la façade occidentale, sont relevés, tandis que deux chapelles latérales et une sacristie sont construites. Les travaux achevés, l'édifice change une nouvelle fois de nom : en hommage au roi et à sa dévotion pour l'église Notre-Dame-des-Vertus d'Aubervilliers, la chapelle fléchoise est elle aussi placée sous le patronage de Notre-Dame des Vertus. Elle devient alors le siège d'une congrégation mariale.
Au cours des XVIIe et XVIIIe siècles, sous l'impulsion des Jésuites, la chapelle est dotée d'une riche collection de statues et de tableaux, comme de nombreux éléments mobiliers.
L'édifice est mis en vente comme bien national pendant la Révolution française, et acquis en 1794 par une femme de La Flèche, Mme Coquiny-Desprez, qui le rend au culte l'année suivante. Pour autant, ce n'est qu'au milieu du XIXe siècle que la chapelle est remise à la fabrique de la paroisse Saint-Thomas, à la demande de l'abbé Gourmenault-Desplantes. De nouveaux travaux de restauration sont entrepris et confiés à l'architecte jésuite Stanislas Tournesac. Les vitraux du chœur et des chapelles sont notamment réalisés par le maître-verrier manceau Antoine Lusson en 1848. L'arc diaphragme qui sépare la nef et le chœur est reconstruit, porté par des colonnes provenant d'un retable de l'église Saint-Thomas.
En 1944, pendant la Seconde Guerre mondiale, les vitraux de la chapelle sont soufflés par des bombardements alliés. Peu après la Libération, le conseil municipal fléchois finance leur restauration. Une nouvelle campagne de travaux est effectuée entre 1965 et 1967 pour consolider le petit clocher surmontant l'abside et restaurer la voûte lambrissée.
En 1993, la tombe des derniers descendants de Jérôme Le Royer de La Dauversière, la famille Royer de la Motte, inhumés dans le cimetière de Crosmières, est transférée dans le petit cimetière devant l'entrée de la chapelle Notre-Dame-des-Vertus.

## Description

### Architecture
La chapelle Notre-Dame-des-Vertus est construite suivant un plan assez simple : elle se compose d'une nef unique, flanquée de deux chapelles latérales, et d'un chœur à chevet plat à trois pans,. La nef et le chœur sont séparés par un arc diaphragme.
L'accès s'effectue à l'ouest par un portail roman à voussures du XIIe siècle, constitué de moellons en pierres de calcaire blanc et de grès roussard. Il est protégé par un auvent ajouté sur la façade occidentale au milieu du XVIIe siècle. À cette époque, les murs de la nef sont relevés et les deux chapelles latérales sont ajoutées, de même qu'une sacristie au nord-est de l'édifice.

### Décor et mobilier

#### Statues, tableaux et décor peint de la voûte
| - Vue générale. - Quatre médaillons. |

Les principaux éléments de décor de la chapelle Notre-Dame-des-Vertus datent de la seconde moitié du XVIIe siècle, à l'époque des travaux de restauration entrepris par les Jésuites du Collège royal de La Flèche. Le choix des œuvres exposées par ces derniers se fait essentiellement dans un but pédagogique, dans le contexte de la Contre-Réforme. C'est la raison pour laquelle les représentations de la Sainte Famille sont omniprésentes. C'est le cas d'une statue de Marie et d'un groupe sculpté de l'Éducation de la Vierge, en terre cuite du XVIIe siècle, situés de part et d'autre de l'arc diaphragme, ainsi que d'une statue de Joseph et de l'enfant Jésus, située en face de la chaire.
Les murs de la nef abritent une collection de tableaux des XVIIe et XVIIIe siècles. Sur le mur sud figure une huile sur toile représentant l'Éducation de la Vierge, exécutée vers 1670 par un peintre angevin originaire de Malicorne, Pierre Besnard I, ainsi qu'un portrait de saint Augustin du XVIIIe siècle. Sur le mur nord, une peinture anonyme du début du XVIIe siècle décrit l'Annonciation, au côté d'un tableau du XVIIIe siècle représentant la Déploration du Christ. Enfin, une toile montrant l'Jésus au Jardin des Oliviers orne les murs de la chapelle nord.
Les plafonds de la nef et du chœur sont recouverts d'une voûte lambrissée sur laquelle sont peints des cœurs et des motifs végétaux, ainsi que des litanies à la gloire de la Vierge Marie, inscrites dans des médaillons circulaires. Au centre figure le monogramme de Jésus, IHS, de même que la dédicace latine abrégée à Marie dans 
un médaillon bleu. Par ailleurs, l'un des médaillons représente la « Cité du Refuge » (Civitas Refugii), qui semble inspiré d'une vue de La Flèche en 1644.

#### Éléments mobiliers
Dans le chœur, le retable, adossé au chevet plat, est construit en pierre de tuffeau. Il comporte quatre pilastres en marbre noir de Solesmes, dont les chapiteaux sont recouverts de feuille d'or. Au centre trône une statue en terre cuite de la Vierge à l'Enfant qui provient du Collège de La Flèche : elle est transférée dans cette chapelle en 1762, lors de l'expulsion des Jésuites, pour remplacer une statue en bois de Notre-Dame-des-Vertus. Elle est encadrée dans les niches latérales par les statues en pierre de deux saints membres de la Compagnie de Jésus, Louis de Gonzague et Stanislas Kostka.
La chaire en bois du XVIIe siècle présente un décor finement sculpté, notamment celui de la cuve, rythmé par des cascades de fruits, ou encore les colonnes torses qui supportent l'abat-voix. Elle provient de la chapelle du prieuré installé par l'Ordre de Fontevraud à La Flèche, et dont la Mère supérieure fait don à Notre-Dame-des-Vertus.
En 1848, des lambris sculptés de style Renaissance sont installés sur les murs de la nef et du chœur. Ils proviennent pour la plupart du château du Verger, à Seiches-sur-le-Loir, et de l'église Sainte-Croix du prieuré attenant, tous deux démantelés avant la Révolution française. Ces lambris comprennent une série de médaillons, notamment des représentations du Saint-Sacrement. Dans le chœur figure deux portes dont l'une, sur le mur nord, représente une sainte tenant un livre ouvert à la main. Le bas-relief dit du « guerrier musulman », qui décore l'un des vantaux de la porte d'entrée de la chapelle, provient lui aussi du château du Verger. Réalisé dans un style de transition entre le gothique et la Renaissance, il est daté de la fin du XVe siècle, ce qui en fait l'élément de décor le plus ancien de la chapelle.

#### Vitraux

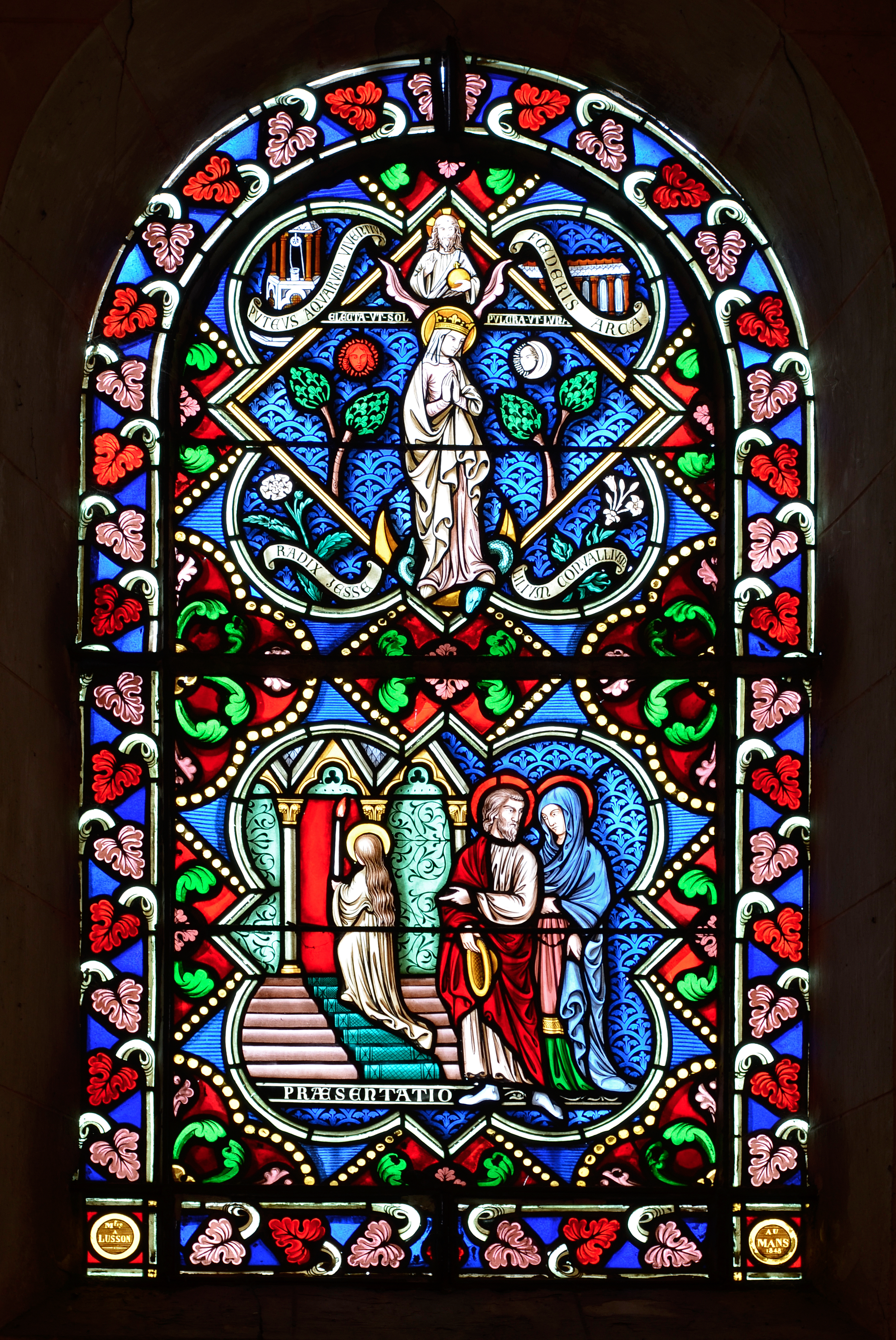
La présentation de Marie.

L'ensemble des vitraux du chœur et des chapelles sont l'œuvre du maître-verrier sarthois Antoine Lusson en 1848. La verrière du chœur, placée au-dessus du retable, représente les quatre vertus cardinales (la prudence, la tempérance, la force d'âme et la justice) et les trois vertus théologales (la foi, l'espérance et la charité). Le vitrail de la chapelle sud montre la présentation de Marie au Temple, tandis que celui de la chapelle nord figure une Pietà.

#### Protections
La chapelle Notre-Dame-des-Vertus est inscrite aux monuments historiques depuis le 18 janvier 1934. Les boiseries, comme la porte du « guerrier musulman » du XVe siècle, avaient été classées aux monuments historiques au titre d'objet le 29 décembre 1906. Depuis, d'autres objets mobiliers de la chapelle ont bénéficié d'un classement ou d'une inscription :
- L'Annonciation et Jésus au jardin des Oliviers, tableaux des XVIIe et XVIIIe siècles, inscrits depuis le 14 février 1989
- La Déploration du Christ et Saint-Augustin, tableaux du XIXe siècle, L'éducation de la Vierge et Saint-Joseph et l'Enfant, sculptures en terre cuite des XVIIe et XVIIIe siècles, le retable du maître-autel (XVIIIe siècle) ainsi qu'un ensemble de trois tabourets en bois du XVIIIe siècle, inscrits depuis le 8 juin 1989
- Vierge, statue en terre cuite du XVIIIe siècle, inscrite depuis le 10 janvier 1991
- L'éducation de la Vierge et La guérison de la fille de Jaïre, tableaux des XVIIe et XVIIIe siècles, Vierge à l'Enfant, statue en pierre peinte et dorée ainsi qu'un confessionnal en bois, tous deux du XVIIIe siècle, classés depuis le 1er juillet 1994.

## Galerie

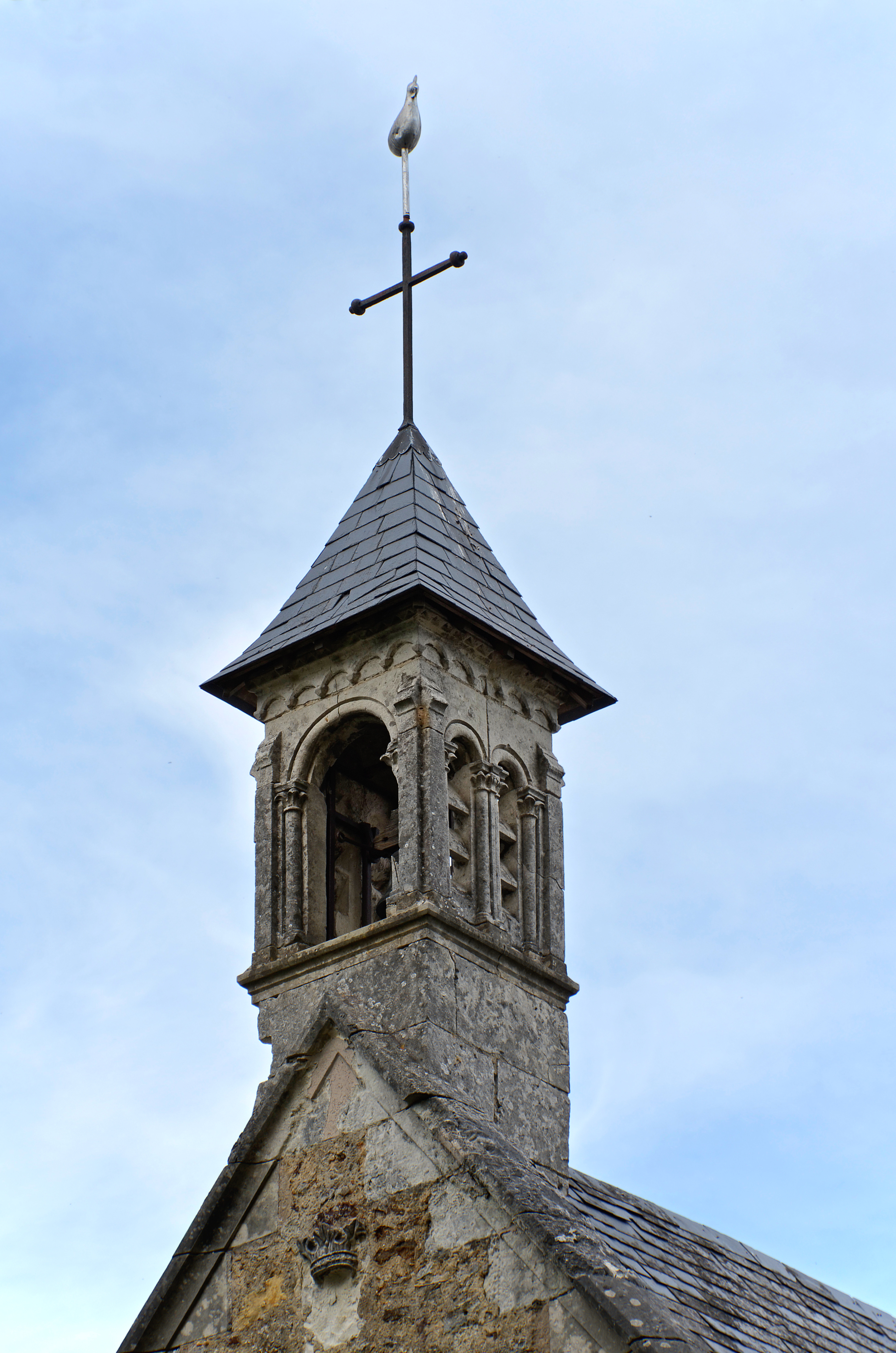
Détail du clocher
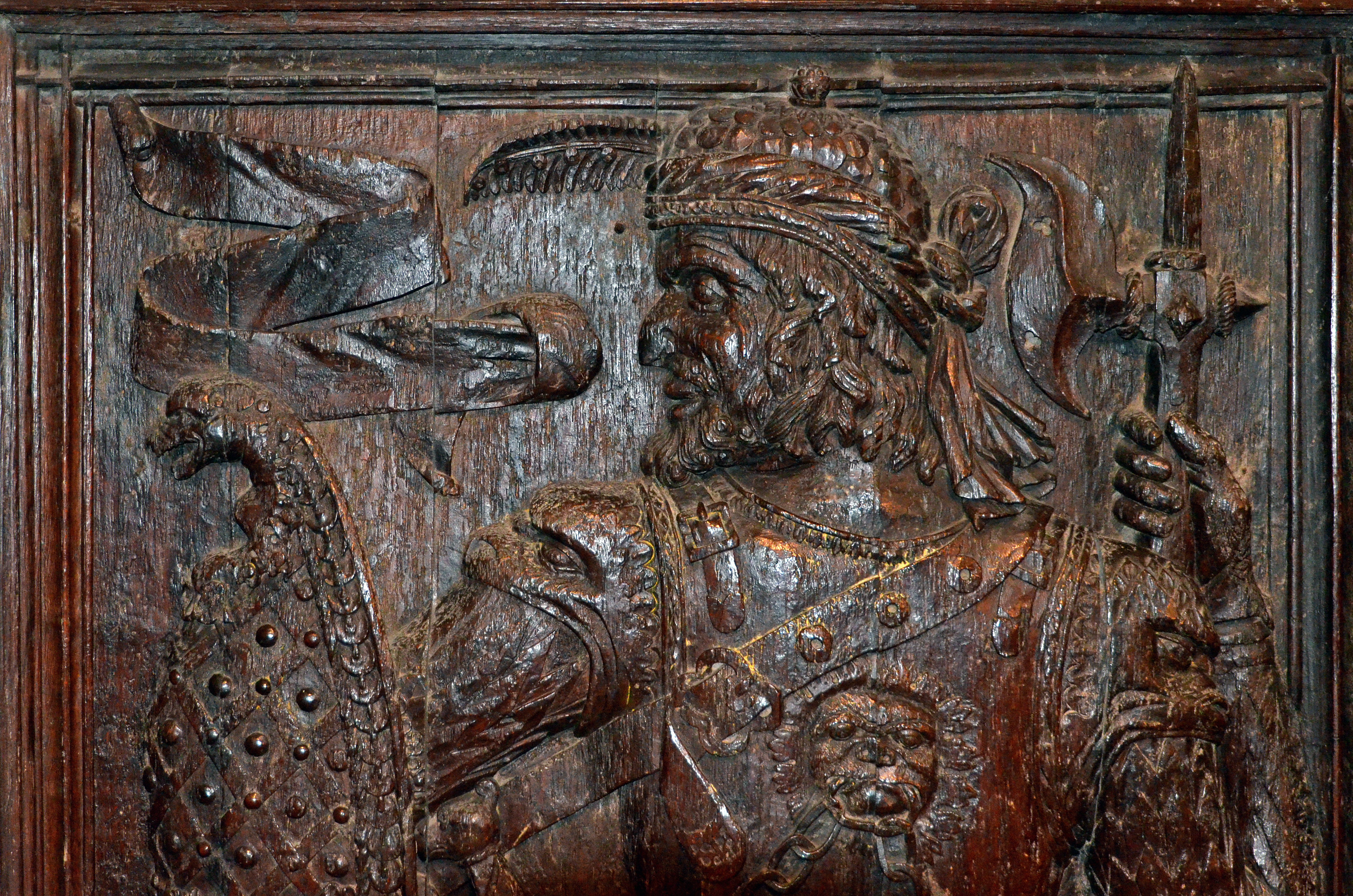
Porte du « guerrier musulman »
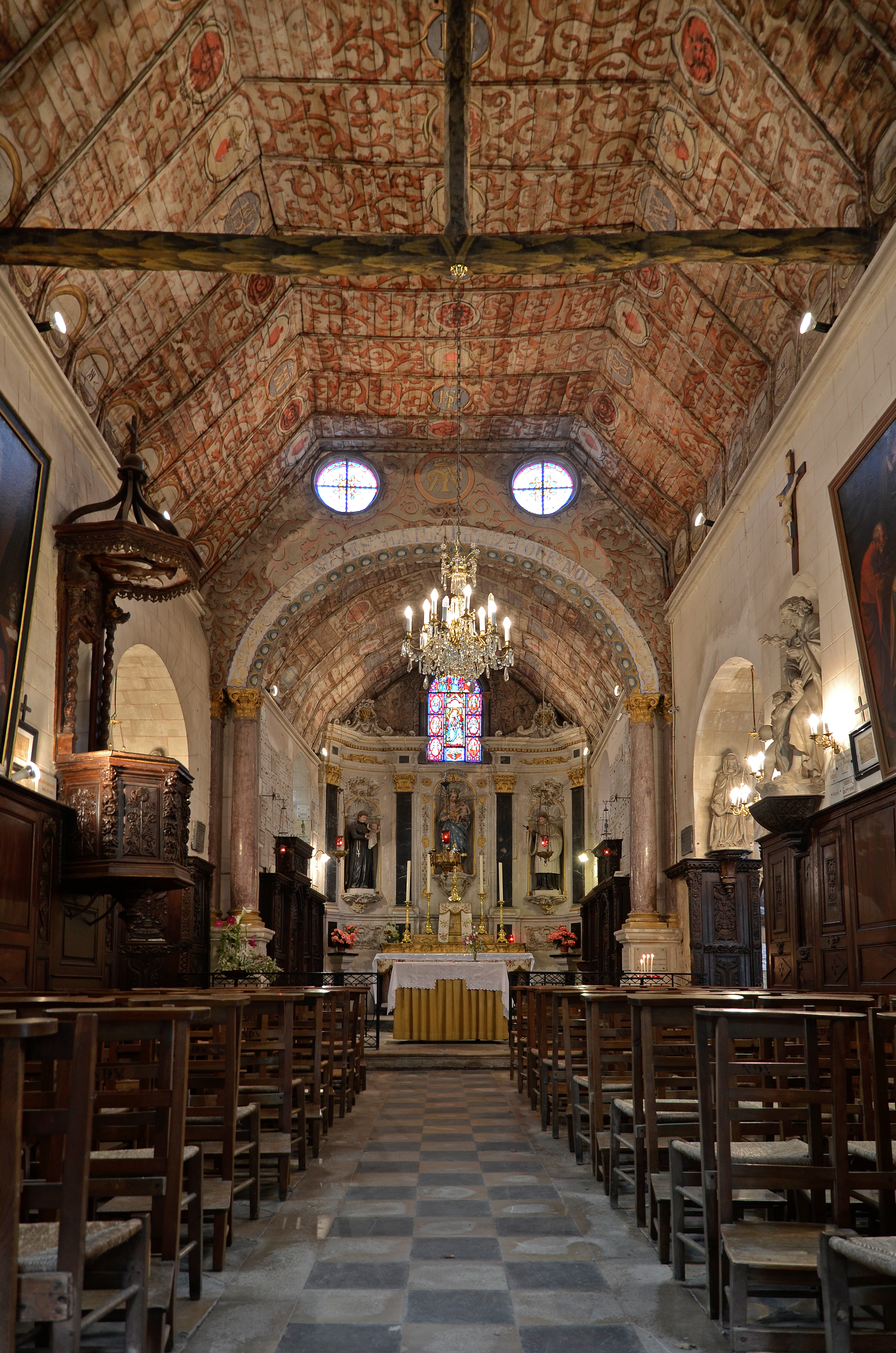
Vue intérieure
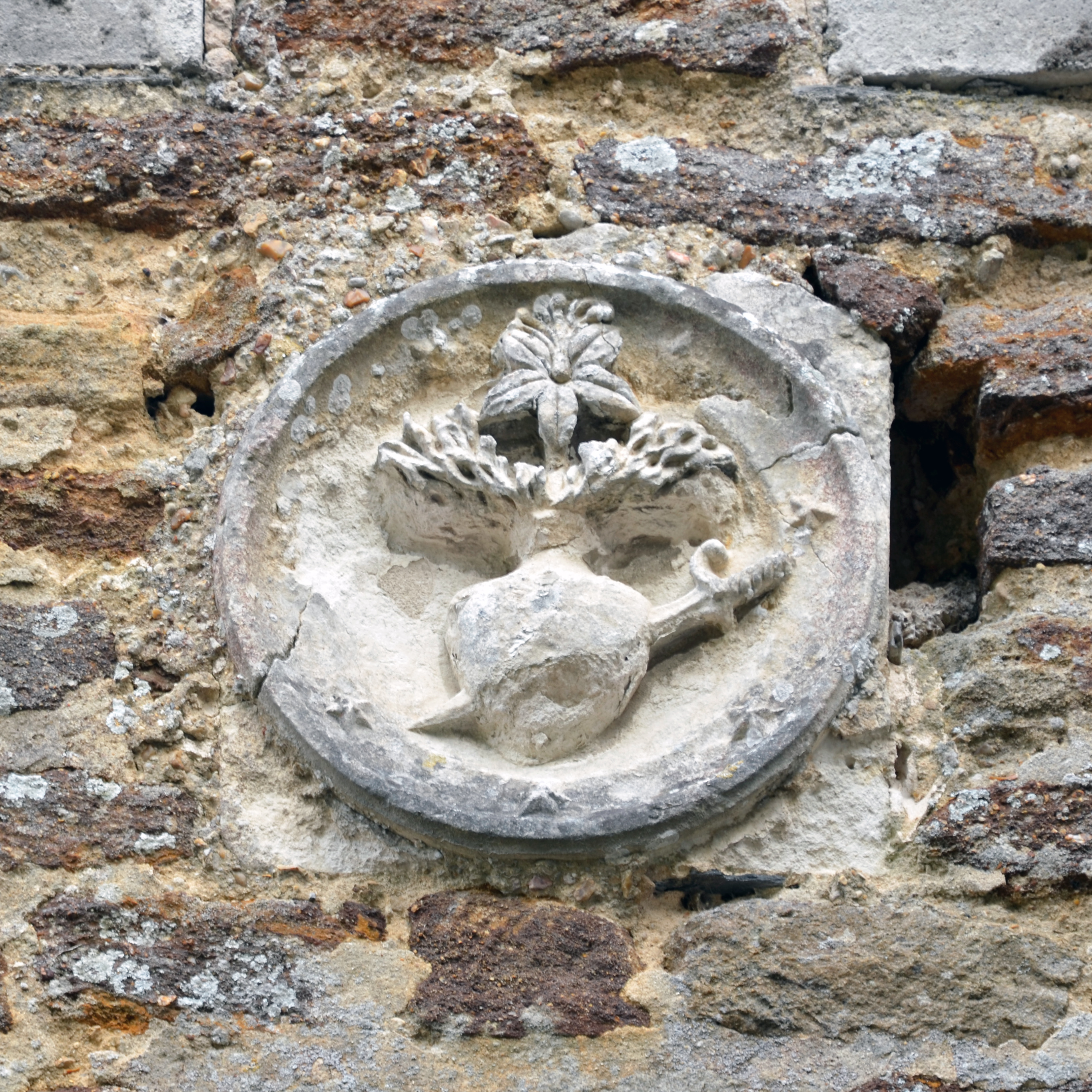
Décor extérieur
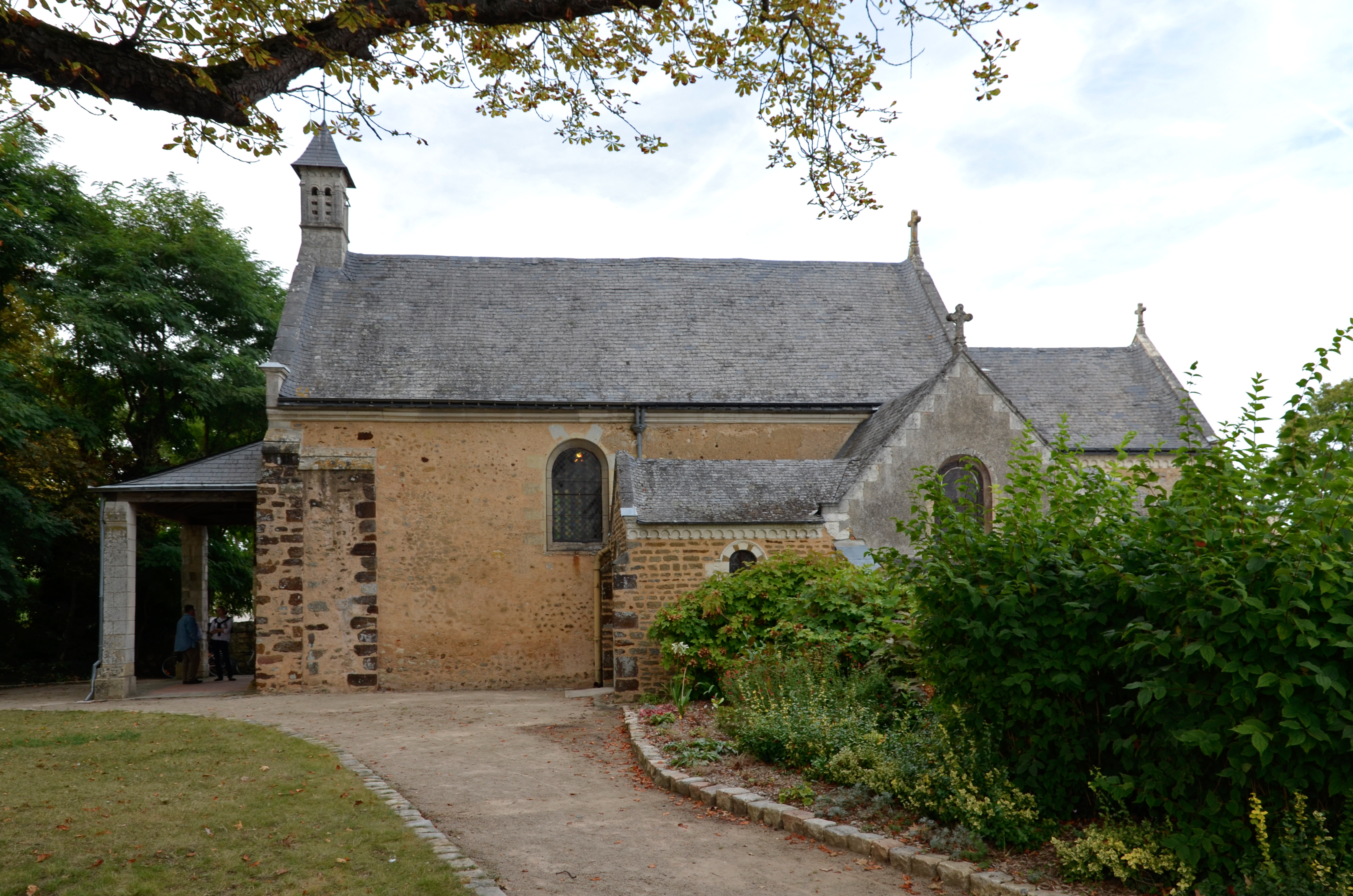
Façade sud

## Informations diverses
- La chapelle est ouverte tous les jours au public de 10 h à 17 h. Célébrations tous les jeudis, du 1er mai au 31 octobre.